# Crno Blato
Crno Blato je naseljeno mjesto u sastavu općine Tuzla, Federacija Bosne i Hercegovine, BiH.

## Zemljopis
Nalazi se uz cestu R 304, R-459, južno od Doknja, sjeverno od Brđana i Dolova i sjeverozapadno od Svojtine i Soline.
Prostorno pripada zemljopisnoj cjelini Majevice. Reljefno, Crno Blato i cijela župa Breške najizraženiji su orografski oblik na području općine Tuzla. Hidrološki Crno Blato i župa Breške pripadaju slivu Crnog mora. Prema ekološko-vegetacijskoj rejonizaciji savim pripada Pripanonskoj oblasti. Funkcionalno su Crno Blato i cijela župa Breške potpuno okrenuti Tuzli.
Nalazi se u slivu rijeke Soline. Zbog brdsko-planinske naravi ovog područja, usklađeno se njime oblikovao se prostorni razmještaj, veličini i razvitak svih naselja ovog kraja.

## Flora i fauna
Ekološko-vegetacijski dio je Pripanonske oblasti. Biljnu zajednicu tvore brdske visoke šume bukve, čiste i s drugim lišćarima. Nazočne su i visoke šume kitnjaka, običnog graba te šumske kulture četinara. Među grmolikim vrstama su zova, žestika, kozokrvina, drijen, glog i smreka. Divlje životinje su u skladu s navedenim biljnim zajednicama: zec, srna, fazan, jarebica, divlja svinja i mnogobrojne vrste ptica. Izolirani kraj ima malo graditeljskih intervencija u smislu promjene reljefa, zbog čega ima nekoliko botaničkih i zooloških vrijednosti. Drvenasta vrsta lipe (Tilia l.) krasi brežački krajolik. U svibnju na majevičkim stranama cvate zaštićena vrsta crvena udika (Viburnum opulus L.). U Crnom Blatu na lokalitetima Bor i Triješanj u vrlo interesantnom močvarnom staništu zabilježena je rijetka, ugrožene i zaštićene vrste kornjača.

## Povijest
Raspoznatljivih je antropogeografskih osobina. Po njima postoji još od prije dolaska osmanske vlasti. Hrvatska katolička sastavnica u Doknju nikad nije prekinuta, premda je bila izložena snažnim protivnim procesima kroz povijest: islamizacija, ratovi, kuga, nerodne godine, nasilne migracije i diskriminacija.
Kraj je naseljen u starom vijeku, u ilirsko doba. Svojstvene su tvrđavice na brežuljcima, od čega su dansa ostali samo toponimi: Gradina, Gradac, Grad, Gradište.... Iz vremena Ilira pronađeni su neki materijalni ostatci na nekim mjestima na Majevici. Benković smatra da je gradina na Gradovrhu izvorno bila ilirska utvrda kojoj su poslije dodani rimski kulturni slojevi. Naseljenost traje kroz rimsko doba. Arheološki je potvrđeno da već tada u Solima imamo kršćanstvo. U Skelanima kod Srebrenice je najbliža lokacija sačuvanih ostataka prve kršćanske crkve. U srednjem vijeku doseljavaju Slaveni i Hrvati. Doseoba Ugara u Panonsku nizinu u 9. st. utjecala je i na ove krajeve. Nije sasvim sigurno, iako neka vrela tvrda da je područje župe Breške u ranom srednjem vijeku pripadalo župi Soli. Okosnicu cestovne infrastrukture još od predosmanskog srednjeg vijeka predstavljao je povijesni regionalni karavanski put Soli - Dokanj - Spomenik - Šibošnica - Čelić. U srednjovjekovnoj Bosni vinogradarstvo i nasadi vinove loze bili su zastupljeni najviše upravo u ovim krajevima. Župa Soli odlukom kralja Andrije II. oduzeta je od matične zemlje 1225. i darovana katoličkom nadbiskupu Ugrinu. Darovnica kralja Bele IV. sadrži da je bosanskom biskupu Ponsi priznata desetina u Usori, Solima, Donjim Krajima i drugim župama. Ugri su vladali područjem Majevice od 1464. do 1512. u okviru Srebreničke banovine. Od kraja 13. st. ovim krajevima djeluju franjevci.
Osmanlije su zaposjele Bosnu 1463., no već je 1464. hrvatsko-ugarski kralj Matija Korvin protuofenzivom oslobodio ovaj dio Bosne i uspostavio vlast Hrvatsko-Ugarske. Ovdje je uspostavio Srebreničku banovinu koja je opstala do 1512., otkad počinje višestoljetna osmanska uprava i s njome iseljavanje katolika 1512., neprekidno sve do kraja 17. st. kad se drastično i povećalo. Zahvaljujući djelovanju franjevaca lpko si nemjerljivo pridonijeli duhovno i kulturno životu župe Breške, iseljavanje je ublaženo. Dolaskom osmanskih osvajača župa Breške strateški postaju važne, jer je bila veza soljanskog područja s istočnom Hrvatskom (Slavonija) i izlazak na rijeku Savu. U osmanskim vremenima vinogradarstvo je iskorijenjeno. Područje pripada pripada Zvorničkom sandžaku, Tuzlanskom kadiluku, a Gornjotuzlanskoj nahiji.
Kuće su izgrađene na iskrčenim brežuljcima, kosama i dolinskim stranama i dosta su udaljene između sebe. Očigledno je da su predci današnjih stanovnika krčili šume radi naseljavanja, odnosno sela su podignuta na krčevinama.
Pripada župi Breške. Osnovna škola u Breškama iz 1884., među najstarijim školama na području tuzlanskog kraja, bila je u sklopu samostana Emaus Družbe Kćeri Božje Ljubavi. Zvala se Katolička osnovna škola i pokrivala je osam naselja između kojih i Crno Blato.
Dolazak Austro-Ugarske znači industrijalizaciju zemlje te se zaposlilo mnogo ljudi s područja župe. Zbog velika vojnog kontingenta u Tuzli povećana je potražnja poljoprivrednih proizvoda pa se na području ove župe razvila brzo i naglo poljoprivreda. Bilo je to mirno političko razdoblje. Svjetski ratovi i španjolska gripa odnijeli su mnogo života. Socijalistička Jugoslavija donosi župi nagli porast zaposlenosti, populacijski bum. Razvoj se mnogo usporio krajem 1960-ih. Velikosrpska agresija na BiH mnogo je pridonijela iseljavanju.

## Obrazovanje
Osnovna škola Breške, među najstarijim školama na području tuzlanskog kraja. Datira od 1884. godine, kada su časne sestre Družbe Kćeri Božje ljubavi došle u Breške i osnovale samostan Emaus, a škola se zvala Katolička osnovna škola. Bila je tad jedina OŠ na čitavom području. Radila je kao četverorazredna, imala je dvije učionice, a nastavu su izvodile časne sestre. Pokrivala je osam sela, među njima i Crno Blato.

## Stanovništvo
1990. godine Crno Blato ušlo je u sastav Doknja (Sl.list SRBIH, 33/90).
| Crno Blato         |       |
| godina popisa      | 1961. |
| Hrvati             | 27    |
| Srbi               | 428   |
| Muslimani          | 3     |
| Jugoslaveni        |       |
| Mađari             |       |
| Albanci            | 1     |
| ostali i nepoznato | 1     |
| ukupno             | 460   |